# Hilding Rosenberg
Hilding Constantin Rosenberg (født 21. juni 1892 i Bosjökloster, Skåne, død 19. maj 1985 i Stockholm) var en svensk komponist.
Hilding Rosenberg var en af de første modernister i Sverige i det 20. århundrede. Han var også organist, koncertpianist og lærer, indtil han i 1915 studerede komposition på Kungliga Musikhögskolan. Han studerede også privat under Wilhelm Stenhammar. Han har komponeret 9 symfonier, 14 strygekvartetter og koncerter.
Rosenberg har undervist komponister som Karl-Birger Blomdahl, Sven-Erik Bäck, Sven-Eric Johanson og Ingvar Lidholm.

## Udvalgte værker
- Symfoni (nr 0) (1915–1916) (tilbagetrukket) (anden sats eksistere som Adagio) - for orkester
- Symfoni nr 1 (1919, Rev. 1932, 1971) - for orkester
- Symfoni nr 2 Symfoni grave (1934) - for orkester
- Symfoni nr 3 De fire livsaldrene (1939, Rev. 1943, Rev. 1949 med ny sats 3) - for orkester
- Symfoni nr 4 Johannes åbenbaring (1940) - for baryton, kor og orkester
- Symfoni nr 5 Ødegårdsmesteren (1944) - for alt, blandet kor og orkester
- Symfoni nr 6 Simpel Symfoni (1951) - for orkester
- Symfoni nr 7 (1968, Rev. 1968) - for orkester
- Symfoni nr 8 Den Hvide  (1974, Rev. 1980 som Symfoni Serena) - for blandet kor og orkester
- 14 Strygekvartetter (1920-1957)
- 4 Koncerter (1946-1966) - for strygeorkester
- Sinfonia Koncertante (1935) - for violin, bratsch, obo, fagot og orkester